# گلیسین (گیاه)
پیچ گلیسین(نام علمی: Wisteria sinensis) نام یک گونه از تیره باقلاییان است.

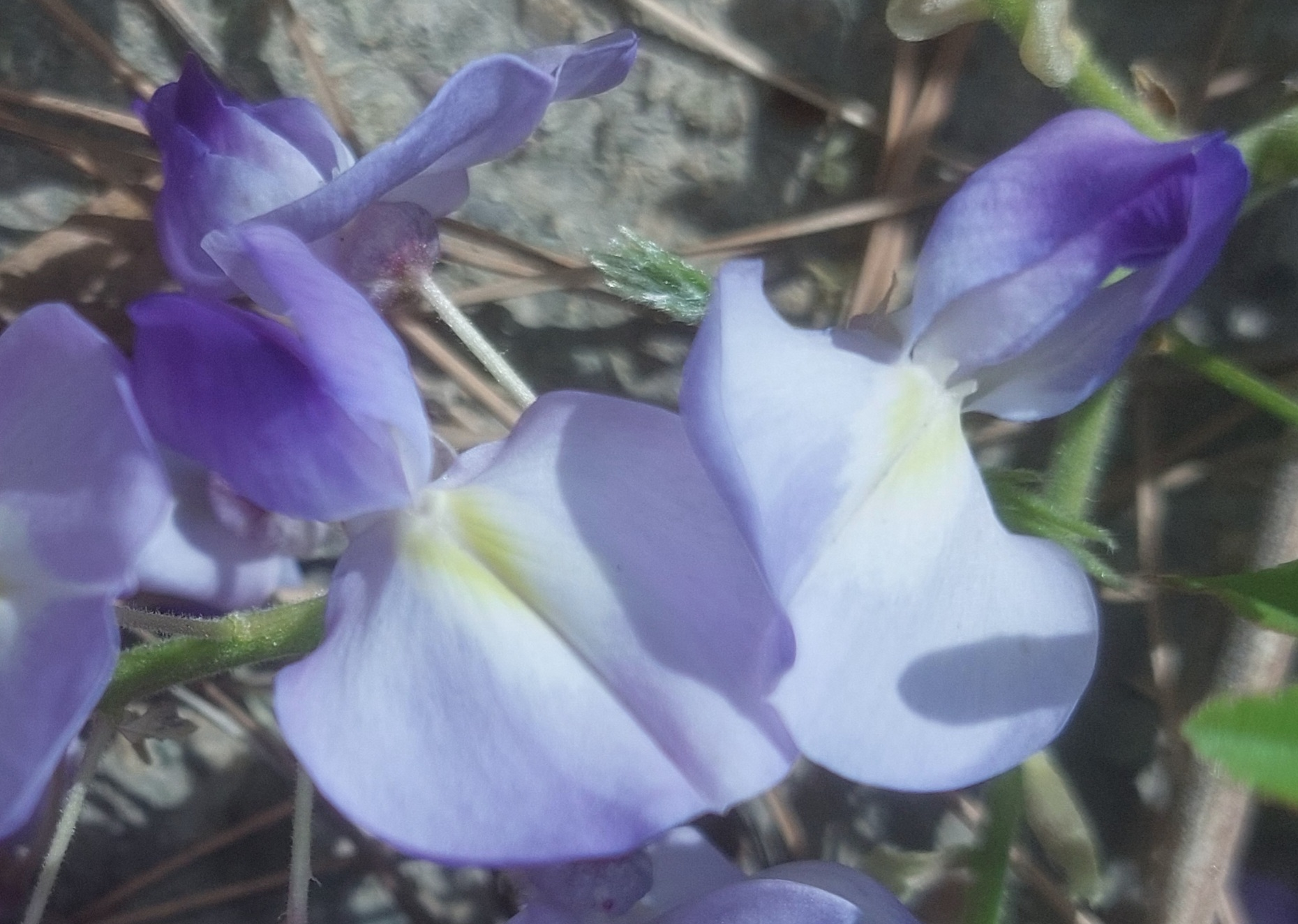
گل های بنفش رنگ گیاه پیچ گلیسین از نمای نزدیک

## نگارخانه

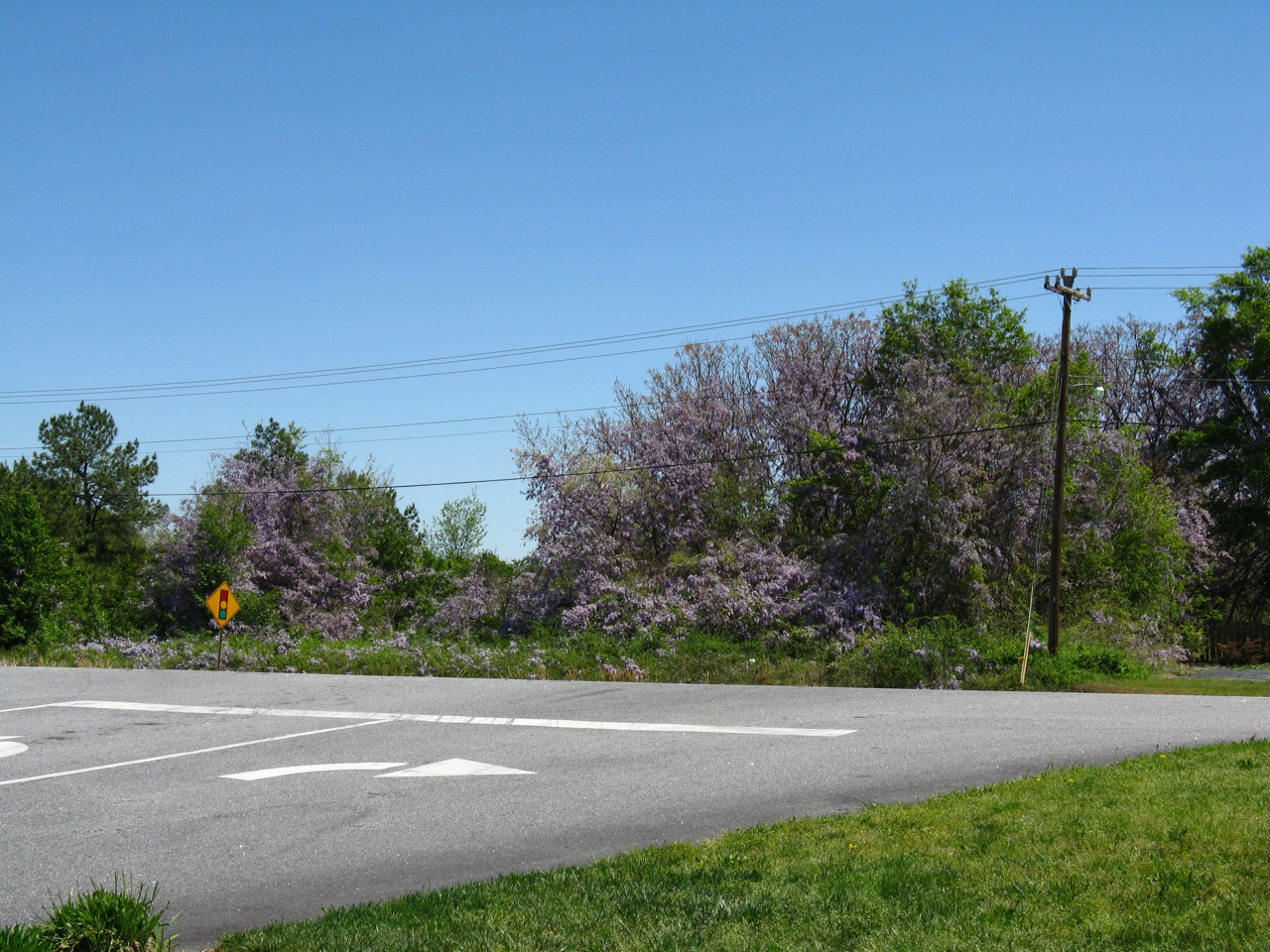